# (16397) 1982 JS2
1982 جاي أس 2 (ويعرف أيضًا باسم (16397) 1982 جاي أس 2 وفق تسمية الكوكب الصغير) (بالإنجليزية: 1982 JS2)‏ هو كويكب ضمن حزام الكويكبات؛ وترتيبه 16397 من حيث الاكتشاف.
اكتُشف هذا الجُرم الفلكي بواسطة اليانور إف. هيلين في 15 مايو 1982.

## وصلات خارجية
- (16397) 1982 JS2 في قاعدة بيانات مختبر الدفع النفاث لأجرام النظام الشمسي الصغيرة

- الاكتشاف · مخطط المدار ·  العناصر المدارية · المعلمات المادية

- (16397) 1982 JS2 على موقع ويكي سكاي: DSS2, SDSS, GALEX, IRAS, Hydrogen α, X-Ray, Astrophoto, Sky Map, Articles and images